# Pilea jujuyensis
Pilea jujuyensis är en nässelväxtart som beskrevs av Soraru. Pilea jujuyensis ingår i släktet pileor, och familjen nässelväxter. Inga underarter finns listade i Catalogue of Life.